# Авиценния
Авице́нния (лат. Avicénnia) — род растений семейства Акантовые (ранее его обычно относили к семейству Вербеновые).
Авиценния названа Линнеем в честь знаменитого персидского врача Авиценны.

## Описание
Авиценнии — вечнозелёные деревья тропических стран с характерными листьями — беловатыми с нижней стороны, и с цветками, близко друг к другу сидящими.
Для авиценнии характерна вивипария — прорастание семени происходит в плоде, не потерявшим связь с материнским растением, но в отличие от многих других мангровых растений его проросток прорывает стенку плода лишь после его опадения.

## Значение и применение
Корою вида Avicennia nitida в Бразилии пользуются как дубильным средством.
Некоторые виды авиценнии иногда выращивают как комнатные растения, например, Авиценния блестящая (Avicennia germinans) и Avicennia officinalis — оба с блестящими листьями и розовыми цветками.

## Виды
По информации базы данных The Plant List, род включает 8 видов:
- Avicennia balanophora Stapf & Moldenke
- Avicennia bicolor Standl.
- Avicennia germinans (L.) L. — Авиценния блестящая
- Avicennia integra N.C.Duke
- Avicennia marina (Forssk.) Vierh. — Авиценния морская
- Avicennia officinalis L. typus
- Avicennia schaueriana Stapf & Leechm. ex Moldenke
- Avicennia tonduzii Moldenke